# Jacques de Folin
Pour les articles homonymes, voir Folin.
Jacques de Folin, né le 11 avril 1919 à Libourne et mort le 17 mars 1998 à Paris 7e, est un diplomate français.

## Biographie
Jacques, marquis de Folin, né le 11 avril 1919, au château de Sales, à Libourne (Gironde), a pour parents Henri de Folin (1882-1949), ancien élève de l’Ecole polytechnique, ingénieur en chef des ponts-et-chaussées, et Simone de Laage de Meux (1891-1947).
La famille de Folin est originaire de Saulx-le-Duc (Côte-d’Or), dont est issu Nicolas, marquis de Folin, décédé en 1732, président de la chambre des comptes de Dole, seigneur de Pleure (Jura), qui obtint l’érection de ses terres en marquisat par lettres-patentes d’avril 1717.
Le nom d’une rue de Biarritz a été attribué à Léopold de Folin (1817-1897), le distingué océanographe, grand-père d’Henri précité, père de Charles (1850-1897), ancien élève de l’Ecole polytechnique. Léopold est à l’origine de la création du musée de la mer de Biarritz, dont une salle d’exposition porte son nom[pertinence contestée].

## Carrière
Ancien élève de l’Ecole navale, diplômé d’études supérieures de mathématiques, Jacques de Folin est officier d’active de l’armée de mer à partir de 1937. Radié des cadres en 1940, il s'évade de France en 1943 et s’engage dans les forces navales de la France libre; il est décoré de la médaille de la Résistance et celle des évadés. Après la guerre, il est admis, en novembre 1945, au concours spécial pour l’emploi d’attaché de consulat. Il est aussitôt affecté au service des accords bilatéraux du ministère des Affaires étrangères, qu’il quitte deux ans plus tard en tant qu’attaché d’ambassade à la délégation française auprès des Nations unies (1947-1949). Secrétaire d’ambassade au secrétariat général du Quai d’Orsay (1949-1951), il exerce la fonction de secrétaire général à la conférence des suppléants des ministres des Affaires étrangères.
En novembre 1952, il devient le collaborateur de Robert Schuman, à la tête du Quai d’Orsay, en qualité de chef adjoint puis, en janvier 1953, de chef de cabinet. Il est reconduit dans les mêmes fonctions auprès de Georges Bidault et Pierre Mendès France jusqu’à 1954, date de sa nomination à la direction d’Europe de la direction générale des affaires politiques (1954-1956). Il a été étroitement mêlé aux accords de Genève qui ont mis fin, en 1954, à la première guerre d’Indochine,.
Premier secrétaire puis deuxième conseiller d’ambassade à Londres (1956-1961), il retrouve la direction d’Europe dont il est sous-directeur d’Europe méridionale (1962-1967). Conseiller diplomatique du secrétaire général du Conseil de l’Europe (1967-1970), il est envoyé à Saïgon comme consul général, où il exerce en fait les fonctions d’ambassadeur (1970-1973).
Promu ministre plénipotentiaire en 1972, il est nommé ambassadeur en Jordanie (1973-1975),, retrouve le Quai d’Orsay à la tête de la direction d’Amérique (1975-1977). Ambassadeur en Grèce (1977-1980) puis en république d’Irlande (1980-1982),, il est admis à la retraite en 1985.
Commandeur de la Légion d’honneur, son nom reste attaché à la construction européenne et au renforcement des liens atlantiques ainsi qu’à la défense des droits de l’homme, notamment au Vietnam. Il préside l’Institut de l’Asie du Sud-Est (IDASE)  jusqu’à son décès.

## Publications
- Jacques de Folin, Indochine, 1940-1955, La fin d’un rêve, Perrin, 1993, 362 p.[16],[17]

- Jacques de Folin, Les origines de la guerre d’Indochine in Le Relèvement, Imprimerie nationale, 1991, p. 183-229.